# Capilla del Cristo del Mar
La capilla del Cristo del Mar también llamada ermita del Cristo del Mar de Benicarló (Provincia de Castellón, España), se halla situada en las proximidades del Puerto.
Este Cristo siempre ha sido objeto de profunda devoción en Benicarló. La leyenda cuenta que en 1650 arribó a las playas de Benicarló un falucho del que desembarcó César Cataldo portando una imagen del Cristo en la Cruz; su llegada fue calificada de prodigiosa y aún más los milagros que obró la Santa Imagen.